# Josefův Důl
Josefův Důl là một làng thuộc huyện Mladá Boleslav, vùng Středočeský, Cộng hòa Séc.